# الإنترنت في لبنان
دخل الإنترنت إلى لبنان للمرة الأولى في عام 1994. وقد بلغ عدد مستخدمي الأنترنت في لبنان عام 2006 حوالي 700 الف مستخدم، وفي العام 2012 ارتفع الرقم ليصل إلى 2,535,918 شخصا. أما في نهاية العام 2015 فإن المؤشرات تدل على أن 80% من اللبنانيين يستعملون الأنترنت. كان تطور ونمو البنية التحتية بطيئا بشكل واضح بسبب الفساد والاحتكار في هذا القطاع. تدار وتنظم خدمات الإنترنت في لبنان من قبل وزارة الإتصالات.
في عام 2019، على مستوى العالم، للبنان الترتيب 167 في سرعة الإنترنت على النطاق العريض بين 207 منطقة، في تراجع ب7 درجات عن عام 2018، بينما تشغل الترتيب 58 لمعدل سعر الخدمة شهريا بمعدل حوالي 37.6 دولارا أمريكيا (بغض النظر عن السرعة). أما بالنسبة للإنترنت عبر شبكات المحمول، فتعتبر لبنان الأغلى بين دول الجوار بمعدل 9.21 دولارا للجيجا، محتلة الترتيب 159 على العالم.

## واقع الأنترنت وسرعته في لبنان
رغم ارتفاع عدد مستخدمي الأنترنت وارتفاع كلفة الاستخدام، إلا أن تصنيف لبنان في سرعة الأنترنت بلغ عام 2014 الرقم 175 من اصل 192 بلداً، بمعدل سرعة إنترنت تصل إلى 2.52 ميغابايت في الثانية، فيما كان متوسط سرعة الإنترنت على المستوى العالمي 18.6 ميغابايت في الثانية.

وفي العام 2015 ارتفعت سرعة الأنترنت في بيروت بحسب مؤشر “Ookla net”، لتبلغ 3.2 ميغابايت في الثانية، مقارنةً بالمعدل العالمي 22.3 ميغابايت في الثانية في هذا العام.

## البنية التحية للإنترنت في لبنان
في العام 2011 تم تنفيذ مشروع بكلفة 55 مليون دولار لتمديد شبكة ألياف بصرية ولكنه لم يوضع قيد التشغيل حتى الآن.
حاليا فإن قطاع تكنولوجيا المعلومات والاتصالات في لبنان ما زال معتمدا على تقنية «الحزمة العريضة» (Broadband) والجيل الثالث (3G)، أما الجيل الرابع 4G فما زال غائبا. 

وعلى صعيد الربط الداخلي بين المناطق فهناك حلقة ألياف تربط 5 مكاتب أساسية بما في ذلك العدلية، الجديدة وطرابلس، وهو كابل بري بالألياف الضوئية عبر تقنية الـ DWDM يربط النقطة البحرية الانتهائية في طرابلس بالنقطتين البحريتين الانتهائيتين في مدينة الجديدة ومدينة بيروت.

ويرتبط لبنان بالعالم الخارجي عبر:
- الكابل البحري IMEWE وهو قيد الاستثمار والتشغيل: وهو كابل من الألياف الضوئية يربط لبنان والهند وعدد من دول الشرق الأوسط إضافة إلى أوروبا الغربية
- الكابل البحري CADMOS قيد التطوير: بين لبنان وقبرص
- الكابل البحري ALETAR:
- الكابل البحري “Berytar” الذي يصل لبنان بطرطوس في سوريا

## مستقبل الأنترنت في لبنان
تقوم وزارة الاتصالات اللبنانية بتجهيز تمديد خطوط «الفايبر أوبتك» لتصل إلى كل منزل في لبنان بكلفة تفوق ال600 مليون دولار اميركي، خلال مدة 5 سنوات، ومن المتوقع أن ينتهي العمل في العام 2020.

 كما تقوم الوزراة بتطوير في شبكة الهاتف الجوال لتصبح جاهزة لاستقبال «إنترنت الجيل الرابع» خلال عامين وبكلفة تصل إلى 140 مليون دولار اميركي، واستقبال «الجيل الخامس» عام 2020 تاريخ طرحه في دول العالم.